# Rocade de Grenoble

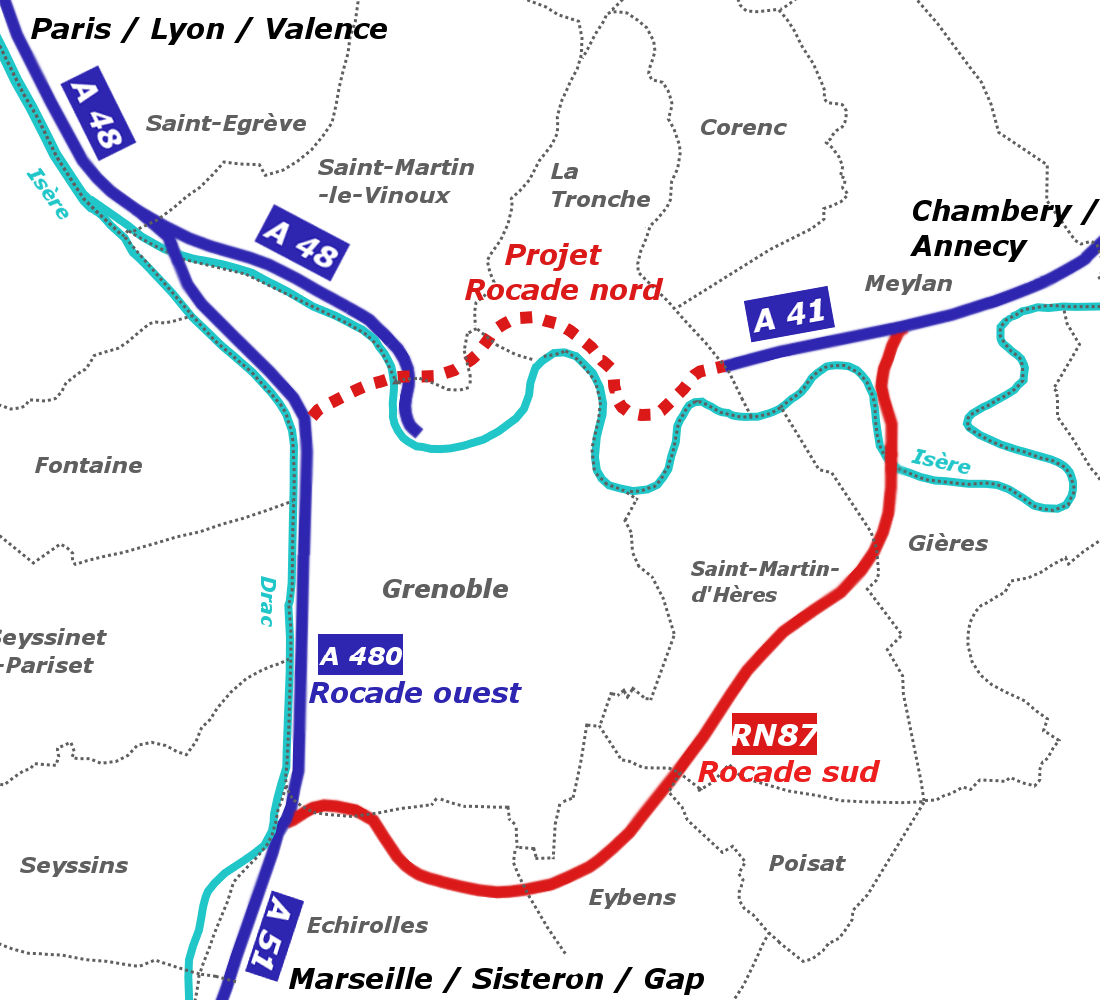
Carte de la périphérie routière de la ville de Grenoble

La rocade de Grenoble est composée de deux rocades : la RN87 (au sud, et à l'est), ainsi que l'autoroute urbaine A480 (à l'ouest). Ces deux rocades, sous forme autoroutière à 2 × 2 voies. 
La partie autoroute A480 est limitée à 70 km/h alors que la rocade sud elle est limitée à 90 km/h; 
Elles desservent la proche banlieue grenobloise ainsi que les principaux quartiers de la ville-centre. 
Le terme « périphérique » n'est pas utilisé localement, mais plutôt celui de « rocade ». Toutes les autoroutes ainsi que la rocade sont équipées de panneaux à messages variables, afin de prévenir les usagers des ralentissements, bouchons, accidents.
Historiquement, le contournement au nord de Grenoble a été envisagé mais jamais été réalisé en raison de la difficulté et du coût d'aménager un tunnel dans le massif de la Chartreuse, contre lequel la ville s'appuie, et dont les entrées auraient été situées dans des quartiers résidentiels (particulièrement dans le secteur de la commune de La Tronche).

## Rocades
Les deux principales rocades permettant de contourner l'agglomération grenobloise par le Sud et l'Ouest sont :
1. Rocade Sud, ou RN87 (qui contourne l'agglomération par le sud, assurant la jonction autoroutière l'A480 et l'A41).
2. Rocade Ouest, ou A480 (qui assure également la jonction autoroutière entre l'A48 et l'A51).

### Route nationale 87 (Rocade Sud)

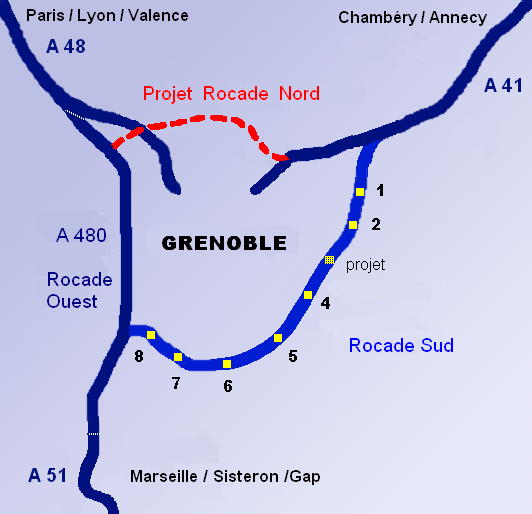
Rocade Sud de Grenoble.

La rocade Sud commence à Meylan, au niveau de l'échangeur avec l'A41
- échangeur : A41 / Meylan Z.I. MI-Plaine / Grenoble Île Verte / Hôpital Nord
- 1 :  / Domaine Universitaire
- 2 : Uriage / Saint-Martin d'Hères Péri / Gières-centre
- .. : Projet échangeur Massenet
- 4 : Saint-Martin d'Hères-centre / Teissere / Z.I. Sud / Poisat
- 5 : Grenoble-centre / Eybens / Bresson
- 6 : Alpexpo - Grand'Place / Echirolles-est
- 7 : Échirolles-centre / Grenoble Villeneuve / Hôpital Sud
- 8 : Grenoble-centre / Échirolles-ouest / Technisud
- échangeur : Rocade Ouest A480 / Autoroute A51 / Espace Comboire / Seyssins / (échangeur du Rondeau)

La rocade sud se terminent à Grenoble (en limite de Seyssins), au niveau de l'échangeur du Rondeau avec l'A480.
Une plateforme internet permet de connaitre l'état de la circulation sur la rocade sur de Grenoble en temps réel (nombre et vitesse des véhicules, temps de parcours, taux de pollution).

### Autoroute  A480 (Rocade Ouest )

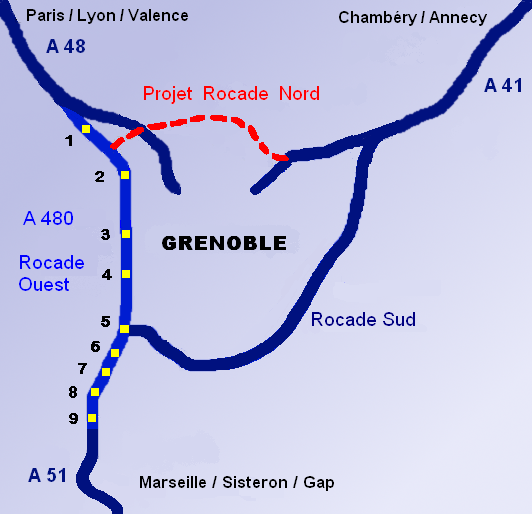
Rocade Ouest de Grenoble.

L'A480 est une autoroute urbaine totalement gratuite mais concédée à un opérateur privé qui dessert l'Ouest de l'agglomération de Grenoble sur une distance de 12,5 km. Celle-ci constitue donc sa rocade Ouest, et borde la rivière Drac sur l'ensemble de son parcours et permet le lien entre l'A48 et l'A51. 
Cette voie aurait aussi pu servir de lien avec l'A41 si le projet de Rocade Nord avait abouti. À noter que cette autoroute à tout d'abord porté le numéro B48, et ce jusqu'en 1982.
Depuis 2015, l'élargissement de cette autoroute en 2×3 voies provoque une importante discorde dans l'agglomération grenobloise, mais la déclaration d'utilité publique est cependant signée par le préfet de l'Isère en juillet 2018 et les travaux ont commencé à la même période. En parallèle avec ce projet d'élargissement, des travaux sont initiés dès la fin de l'année 2018 afin de créer une nouvelle bretelle d'accès entre l'autoroute, le secteur du pont du Vercors et la presqu'île de Grenoble. L'élargissement est effectif depuis 2022 toutefois sa vitesse est limitée à 70 km/h sur la portion traversant la commune de Grenoble à la demande de la municipalité.
- Échangeur entre A48 et A480.
- : Z.I. Saint-Égrève, Z.I. Saint-Martin-le-Vinoux (demi-échangeur)
- 1 : Sassenage, Polygone scientifique (demi-échangeur)
- 2 : Fontaine-centre, Grenoble Gares, Europole
- 3 : Grenoble-centre, Seyssinet-Pariset, Z.I. des Vouillands
- 4 : Grenoble-les Eaux Claires, Villeneuve, Grand'Place, Stade Lesdiguières
- Échangeur entre RN 87 et A480 (Échangeur du Rondeau)
- 5a : Rocade Sud, vers Chambéry, Échirolles
- 5b : Seyssins, Seyssinet-Pariset Z.I.
- 6 : Espace Comboire Nord et Sud
- 7 : Pont-de-Claix, Échirolles
- 8 : Gap, Briançon, Vizille par RN 85 (demi-échangeur)
- 9 : Claix (Les Bauches)
- 10 : Varces, Claix (demi-échangeur)
- Jonction avec l'autoroute A51, depuis 1999.

## Les autres voies

### Autoroute  A41

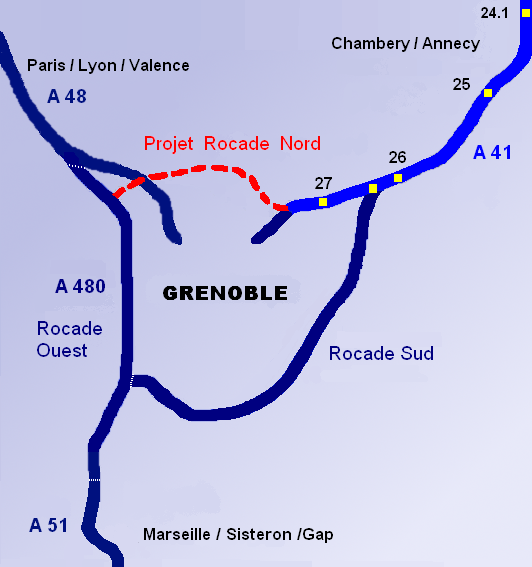
A41.

L'autoroute A41 se termine à Meylan, au carrefour de l'Europe, également appelé carrefour de la Carronnerie, mais 1,5 km auparavant elle sert de jonction d'autoroute avec la Rocade Sud. 
C'est son arrivée à Meylan qui devait être utilisée pour le raccordement de la rocade Nord, lors du projet.
- 24.1 (Villard-Bonnot) : Villes desservies : Villard-Bonnot, Saint-Ismier
- 25 (Montbonnot) : Villes desservies : Montbonnot-Inovallée, Domène
- 26 (Meylan) : Ville desservie : Meylan (trois-quart-échangeur)
- bifurcation A41 | Rocade Sud
- 27 (Meylan-Mi-plaine) : Villes desservies : Meylan-Mi-plaine, La Tronche-centre, Corenc (demi-échangeur)
- Meylan, carrefour de l'Europe

### Autoroute  A48

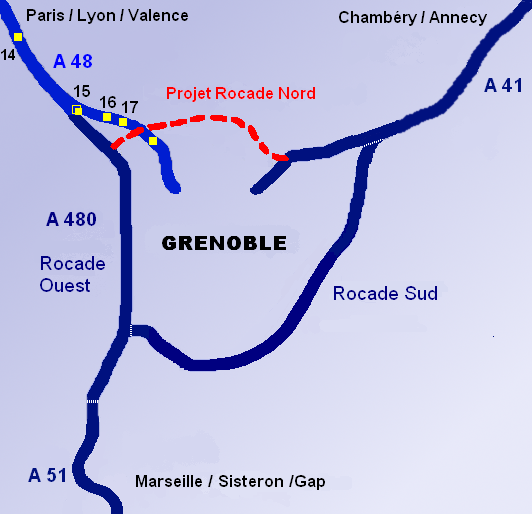
A48.

L'autoroute A48 se termine à l'entrée de Grenoble à l'endroit appelé porte de France, mais trois kilomètres auparavant, celle-ci permet une jonction grâce un échangeur avec la rocade Ouest ou A480.
- 14 (Saint-Égrève-nord) : Ville desservie : Saint-Égrève
- bifurcation A48 | A480
- 15 (Saint-Martin-le-Vinoux) : Villes desservies : Saint-Martin-le-Vinoux Z.I., Saint-Égrève (demi-échangeur)
- 16 (Polygone Scientifique) : Ville desservie : Polygone scientifique, Europole (demi-échangeur)
- 17 (Saint-Martin-le-Vinoux) : Ville desservie : Saint-Martin-le-Vinoux (demi-échangeur)
- Entrée sur autoroute direction Voreppe uniquement
- Grenoble, porte de France

Ce tronçon est équipé d'un système permettant aux bus d'utiliser la bande d'arrêt d'urgence lors de la présence de bouchons aux heures de pointe.
Le 23 février 2011, la partie située au sud de la bifurcation avec l'A480 a été déclassée de la catégorie des autoroutes et reclassée en route nationale sous la dénomination RN 481.

### Autoroute  A51

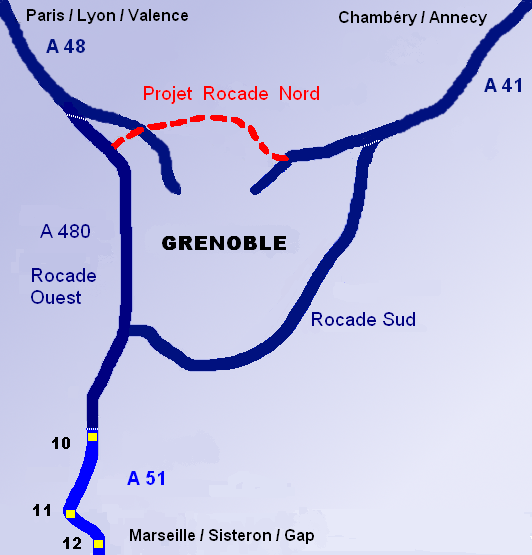
A51.

L'Autoroute A51 est le prolongement de la rocade Ouest ou  A480 à partir de la limite des communes de Claix et de Varces. Le premier échangeur N°10 dessert donc le nord de Varces.
- 10 (Varces) : Villes desservies : Varces, Claix
- 11 (St-Paul-de-Varces) : Ville desservie : Saint-Paul-de-Varces (demi-échangeur)
- 12 (Vif) : Villes desservies : Vif, Le Gua
- 13 (Sinard) : Villes desservies : Sinard, Lac de Monteynard-Avignonet

Il s'agit du tronçon nord de cette autoroute, le tronçon sud étant situé cent kilomètres plus au sud entre La Saulce, située au sud de Gap et l'agglomération marseillaise.

## Projets

### Projet de rocade Nord

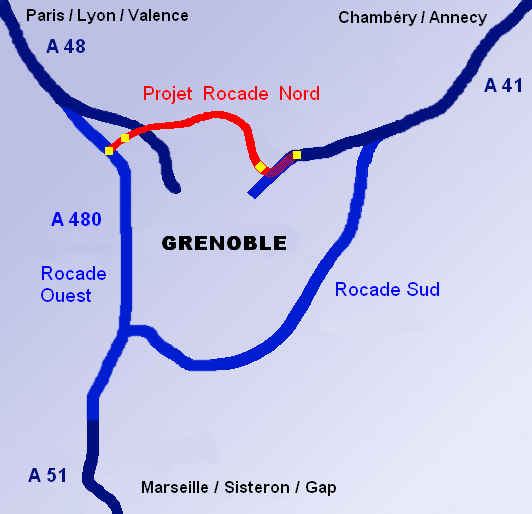
Réseau Autoroutier de Grenoble.

Un projet de rocade Nord (schématisé ici en rouge) a été étudié qui nécessitait le percement d'un tunnel de 1,7 km sous la Bastille ainsi que la construction de 2,4 km de tranchée couverte dans une zone fortement urbanisée et 2 km seraient restés à l'air libre. La longueur totale de 6,1 km aurait eu deux chaussées séparées à 2 voies et une hauteur maximum de 3 mètres et donc interdit aux camions.
Mais la Commission d'enquête a rendu un avis défavorable au caractère d'utilité publique de ce projet. Le Conseil général de l'Isère, dans une délibération adoptée le 18 juin 2010, a pris acte de cet avis négatif et a renoncé à demander au Préfet de prononcer une déclaration d'utilité publique.

#### Descriptif d'ouest en est
- Du départ de l'A480 puis la traversée du polygone scientifique jusqu'au franchissement de l'Isère et de l'A48, la portion serait non couverte, suivie d'un viaduc passant à proximité immédiate d'un site historique classé, la Casamaures à Saint-Martin-le-Vinoux.
- Puis un tunnel de 1,7 km sous la colline de la Bastille.
- De la sortie de la colline jusqu'à la boucle des Sablons, la portion aurait été en caisson, à l'exception d'une section de 300 m non couverte le long du Centre Hospitalier Universitaire et du cimetière.
- Enfin entre la boucle des Sablons et le carrefour de l'Europe (ou Carronnerie), la rocade serait enterrée sous la voie rapide existante, laissant la possibilité d'accueillir ultérieurement une ligne de tramway. Cette portion où deux voies rapides se superposeraient aurait une longueur d'environ 1 080 m. Elle est symbolisée sur le schéma par la partie de la rocade en rouge et bleu.

#### Un projet très contesté

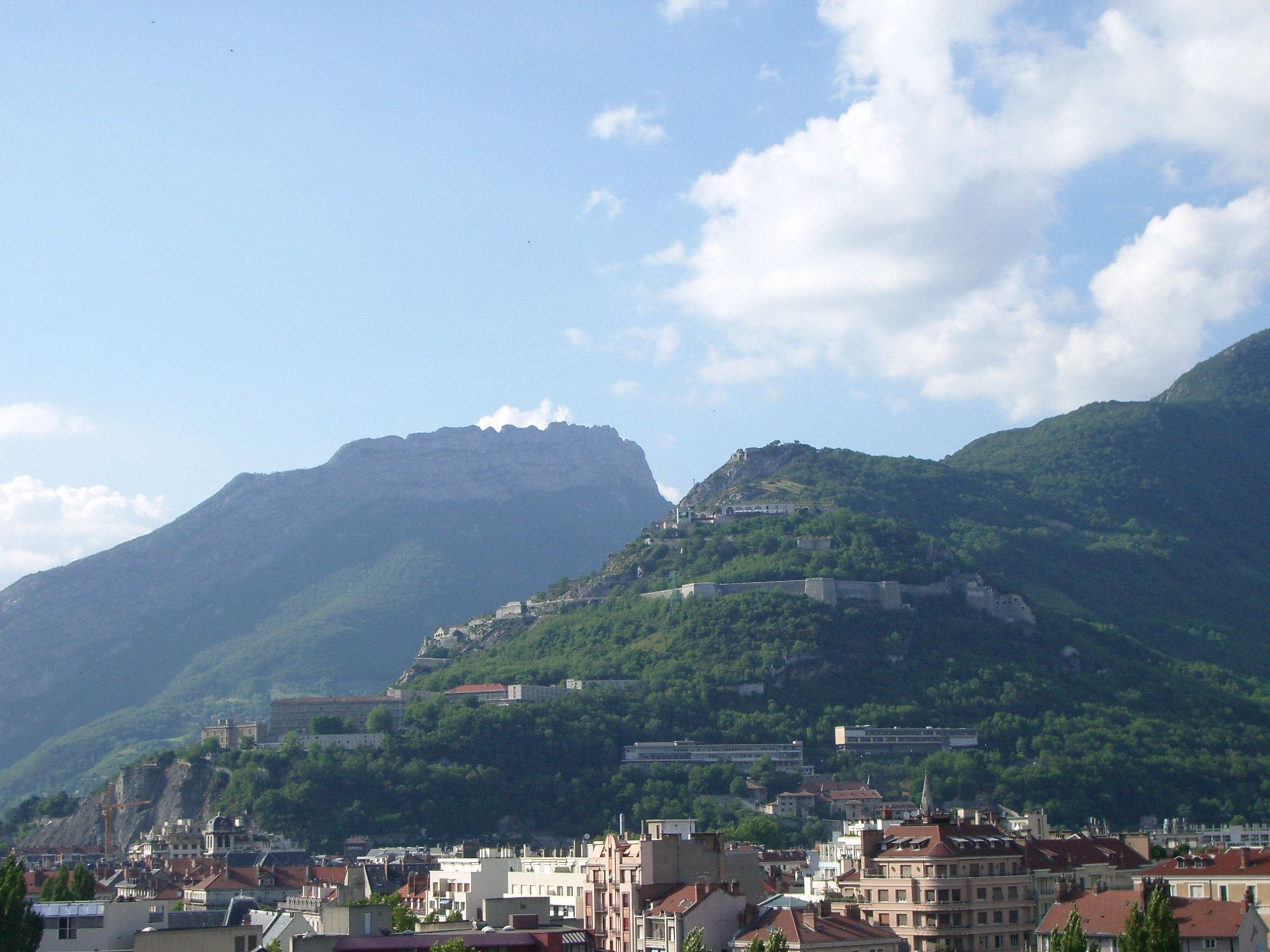
Ce projet prévoyait de construire un tunnel sous la colline du fort de la bastille (photo), située au nord de Grenoble

Des associations, des groupes écologistes, et des communes aussi bien de la majorité que de l'opposition, s'opposent à ce projet de rocade nord. Plusieurs élus locaux, dont le député-maire de Grenoble et le vice-président transports du Conseil général, ont admis publiquement que la rocade nord ne résoudrait pas le problème de congestion des entrées d'agglomération en heure de pointe, mais viserait à améliorer le cadre de vie du centre historique de Grenoble, au prix d'une dégradation de celui des communes de la proche périphérie. Ce constat est confirmé par l'étude de trafic de l'AURG, agence d'urbanisme de la région grenobloise. Ces mêmes études de trafic, confirmées par celles figurant dans le dossier de l'Enquête publique de novembre 2009,  montrent aussi que la Rocade Nord ne délesterait pas significativement la Rocade Sud.
Le projet était estimé à 580 millions d'euros dans la plaquette publiée par le Conseil général de l'Isère en 2007. Les associations écologistes et l'Observatoire des finances et politiques publiques (L'OFIPOPU est une association dirigée par Vincent Comparat, fondateur de l'ADES, parti écologiste local) estiment, en se basant sur des études antérieures de la DDE de l'Isère que le coût sera d'au moins 830 millions d'euros. Ce coût est indexé sur le prix des travaux publics (indice TP01 : 630,7) de juin 2008. En 2008, le président du Conseil général de l'Isère a répondu à la Commission d'accès aux documents administratifs (CADA) qu'il ne dispose d'aucune nouvelle étude pour justifier le montant de 580 M€.
Compte tenu du coût de construction, les collectivités locales devraient à la fois contracter des emprunts, et faire appel à des partenaires privés. La rocade serait alors à péage, avec un coût d'au moins 1,5 € par passage.
Étude de l'influence du prix du péage sur le trafic capté par la rocade Nord :
- Péage gratuit.............. : 75 000 véhicules par jour (recettes : 0 €/an) ;
- Péage médian à 0,75 € : 56 070 véhicules par jour (recettes : 15 349 162 €/an) ;
- Péage médian à 1,00 € : 50 230 véhicules par jour (recettes : 18 333 950 €/an) ;
- Péage médian à 1,50 € : 40 200 véhicules par jour (recettes : 22 009 500 €/an).

### Projet d'élargissement de la rocade Ouest
En 2015, cette autoroute aurait dû être aménagée sur une portion de 12 km depuis l'échangeur A48/A480/RN481 au nord de Grenoble jusqu'au raccord avec la RN 85 au sud, afin de pallier l'absence de contournement par le nord de l'agglomération grenobloise, le projet de tunnel ayant été abandonné. 
Le projet d'élargissement, unique solution proposée par les défenseurs du transport routier, est tout de même défendue par la majorité conseil départemental et de Grenoble Alpes Métropole contre l'avis de la majorité municipale écologique de Grenoble.
La première phase de travaux prévoyait la création d'une voie réservée dans le sens Nord-Sud entre l'A48 et l'échangeur du Vercors pour fluidifier le trafic, la réalisation de deux voies d'entrecroisement entre les échangeurs du Vercors et de Catane et les échangeurs de Catane et Louise Michel et la reprise de l'échangeur Martyrs-Ouest qui permettrait d'améliorer son insertion urbaine et de pouvoir créer un accès à la presqu'île depuis le nord. Les travaux d'élargissement à 2 fois 3 voies auraient dû débuter en 2015 pour une mise en service en 2016.

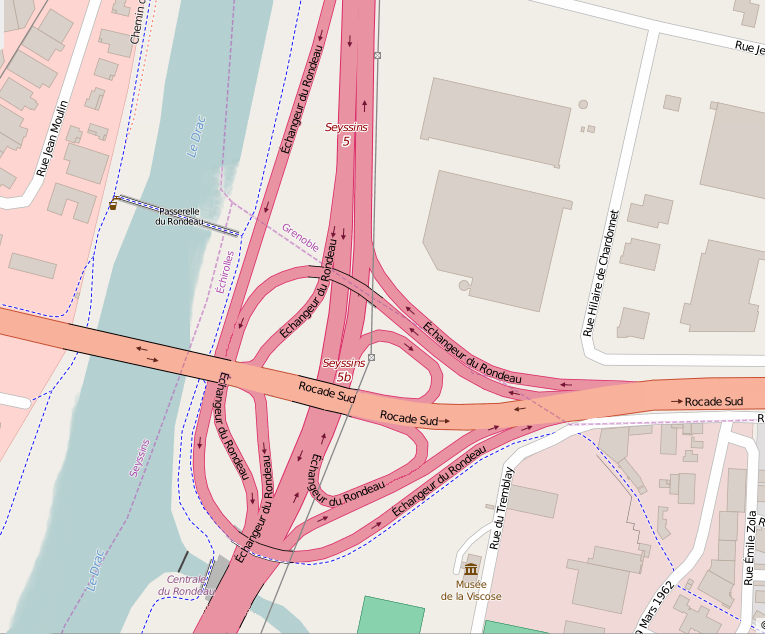
Carte de l'échangeur du Rondeau en 2015. L'A480 correspond à l'axe nord-sud et la rocade sud (RN87) à l'axe situé à l'est.

Un décret est signé le 21 août 2015 concernant ces travaux, mais en décembre 2015, le maire écologiste de Grenoble, Éric Piolle, dépose un recours gracieux auprès du Premier ministre contre ces travaux. Le 8 décembre, Jean-Pierre Barbier, président du conseil départemental de l'Isère lui répond à ce sujet en annonçant des “Rendez-vous de la mobilité” pour la première semaine de février à Grenoble. À ses côtés, des chefs d'entreprises de l'agglomération grenobloise signent un manifeste pour l'élargissement affirmant que « l'engorgement » de la zone représente « un vrai danger pour l'économie ». De son côté Christophe Ferrari, président de la métropole de Grenoble promet que la « métropole et les communes qui la composent parleront d'une seule voix » mais sans pour autant prononcer le mot d'élargissement. Il rappelle qu'un autre projet, celui du réaménagement de l'échangeur du Rondeau fait l'unanimité dans la classe politique locale. Pour Jean Vaylet, président de la Chambre de commerce et d'industrie de Grenoble, l'élargissement de l'A480 et la réfection de l'échangeur du Rondeau sont tous les deux indispensables et complémentaires.
En mars 2018, la commission d’enquête émet un avis favorable sur le projet de réaménagement de l’A480 et de l’échangeur du Rondeau.  Une seule réserve est émise quant à la continuité des écrans phoniques que le concessionnaire devra lever. La limitation de la vitesse à 70 km/h et le renforcement du verrou Nord, réclamés par la municipalité de Grenoble, sont relégués au rang de simples recommandations par la commission. L’arrêté préfectoral de déclaration d’utilité publique (DUP) est signé par le préfet de l’Isère le 23 juillet. Les travaux, soumis à l’enquête publique au titre de l’autorisation environnementale, ont commencé en 2019 et se sont terminé en 2022.